# إتش إتش لويس
إتش إتش لويس (بالإنجليزية: H.H. Lewis)‏ هو شاعر أمريكي، ولد في 13 يناير 1901 في كاب جيراردو في الولايات المتحدة، وتوفي في 24 يناير 1985 في تشافي في الولايات المتحدة.